# Bojanice (Baja Silesia)
Bojanice (alemán: Ludwigsdorf) es una localidad del distrito de Świdnica, en el voivodato de Baja Silesia (Polonia). Se encuentra en el suroeste del país, dentro del término del municipal rural de Świdnica, a unos 10 km al sudeste de la localidad homónima, sede del gobierno municipal y capital del distrito, y a unos 55 al suroeste de Breslavia, la capital del voivodato. Bojanice perteneció a Alemania hasta 1945.
- Datos: Q4938633
- Multimedia: Bojanice, Lower Silesian Voivodeship / Q4938633

1. ↑  Worldpostalcodes.org,código postal n.º 58-100.